# Dipcadi

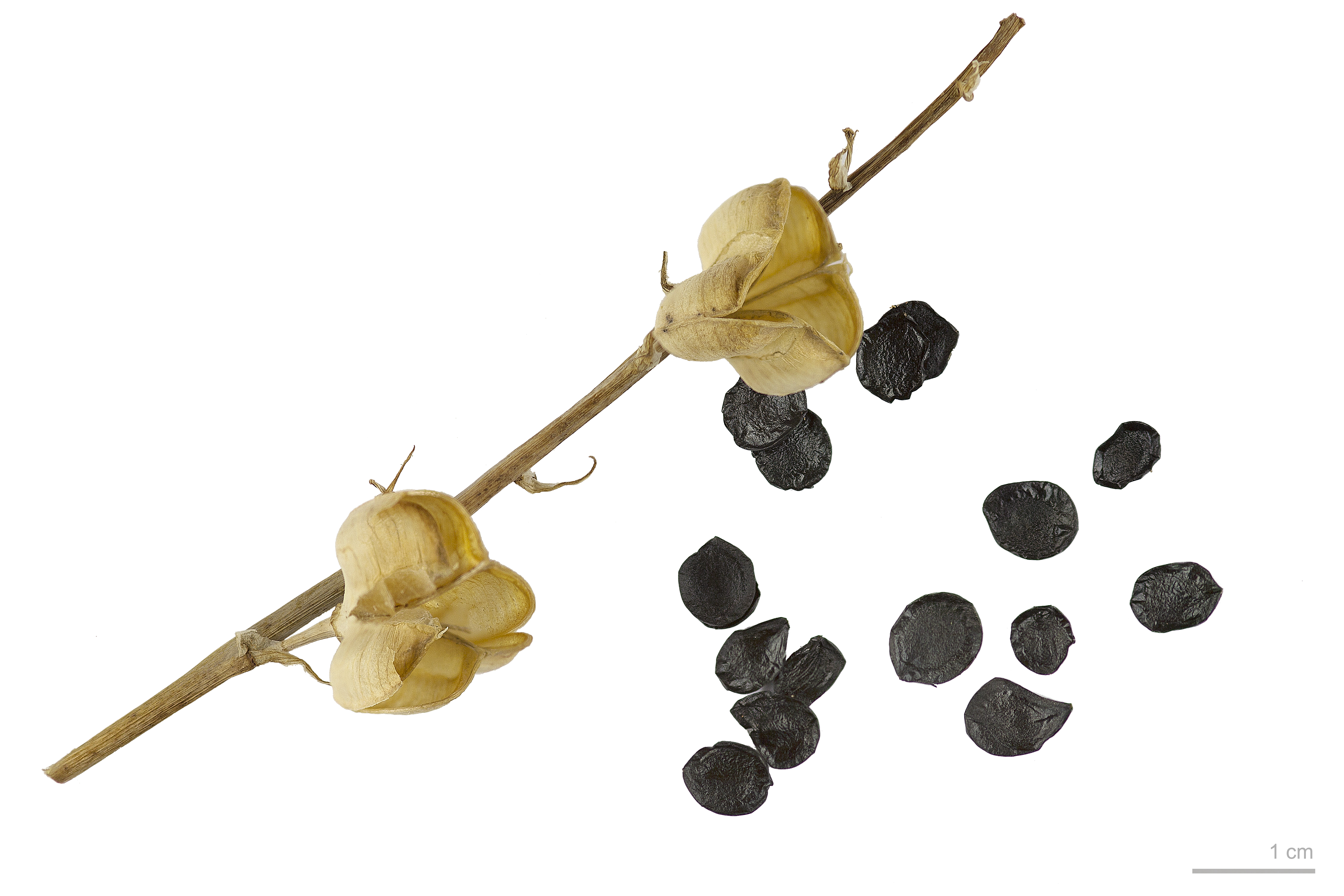
Dipcadi serotinum - MHNT

Dipcadi é um género botânico pertencente à família Asparagaceae.